# Sven Strömberg (orgelbyggare)
Sven Strömberg var en svensk orgelbyggare i Enköping.

## Biografi
Sven Strömberg arbetade mellan 1705 och 1706 som orgelbyggare i Enköping. Han gifte sig 8 januari 1705 i Björksta med jungfru Britta Nyman i Östanbro. Strömberg  blev 1706 krögare och flyttade samma år till Nockeby krog i Bromma socken.

## Orgelverk

### Reparationer och ombyggnationer
| År        | Ursprunglig kyrka | Stift    | Bild | Manualer | Pedal | Stämmor | Bevarad orgel/fasad | Övrigt |
| --------- | ----------------- | -------- | ---- | -------- | ----- | ------- | ------------------- | --- |
| 1702–1703 | Frösthults kyrka  | Uppsala  |      |          |       |         |                     | 1668 byggde orgelbyggaren Jahan Olsson en ny orgelläktare till orgeln. Orgeln som skulle stå på läktaren såldes av organisten Anders Bengtson i Östervåla. Orgeln hade 6 stämmor och dubbel regal. Samma år lagade organisten Kylander i Enköping orgelverket. Orgelbyggaren Jöns Nilsson, Uppsala gjorde samma år om träpiporna till blypipor. 1702-1703 reparerades orgeln av orgelbyggaren Sven Strömberg för 200 daler. 1738 reparerades positivet av Olof Hedlund, Stockholm. |
| 1710      | Björksta kyrka    | Västerås |      |          |       |         |                     | Strömberg reparerade orgeln år 1710 i kyrkan. |